# فؤاد كوكالي
فؤاد كريم صليبا كوكالي (وُلد في 4 ديسمبر 1962 في بيت ساحور) دبلوماسي فلسطيني. عمل سفيرًا لدولة فلسطين لدى رومانيا بين عامي 2014 و2021. ويعمل منذ 2025 سفيرًا لدى جمهورية التشيك.

## حياته
حصل على درجة البكالوريوس في العمل الاجتماعي وعلم النفس من جامعة بيت لحم عام 1993.
عمل مديرًا عامًا في وزارة الداخلية الفلسطينية.
كان رئيسًا لبلدية بيت ساحور بين عامي 2000 و2005. كما كان أمينًا لسر حركة فتح في بيت لحم. انتخب عام 2006 عضوًا في المجلس التشريعي الفلسطيني الثاني.
شغل منصب سفير دولة فلسطين لدى رومانيا منذ عام 2014 وحتى عام 2021.
اعتقلته إسرائيل عدة مرات.
في 13 مايو 2025، سلّم نسخة من أوراق اعتماده سفيرًا مفوضًا وفوق العادة لدولة فلسطين لدى جمهورية التشيك إلى الرئيس التشيكي.